# Živojin Pavlović
Pour les articles homonymes, voir Pavlović.
Živojin Žika Pavlović (en serbe cyrillique : Живојин Жика Павловић), né le 15 avril 1933 à Šabac et mort le 29 novembre 1998 à Belgrade, est un réalisateur, écrivain et peintre serbe.

## Biographie
Dès l'âge de 19 ans, Živojin Pavlović écrit sur l'art cinématographique pour des journaux de Belgrade. Il suit des cours de peinture à l'Académie des arts appliqués de l'Université de Belgrade et dirige son premier film professionnel, intitulé Žive vode (L'eau vive), en 1961 ; ce film rencontre un succès immédiat et reçoit un prix spécial du jury au Festival de Pula. Dans les années 1960, il est un des chefs de file de la Vague noire, un mouvement qui préférait montrer les aspects les plus noirs de la vie en Yougoslavie, plutôt que de mettre en exergue les aspects les plus chatoyants du régime communiste. 
Au cours de sa carrière, Pavlović reçoit de très nombreuses récompenses, notamment et par deux fois le prix NIN du meilleur roman, une fois en 1985 pour Zid smrti (Le Mur de la mort) et encore une fois en 1992 pour Lapot.  En tant qu'homme de cinéma, il est honoré d'un Ours d'argent du meilleur réalisateur au Festival international du film de Berlin de 1967 pour son film Le Réveil des rats (Buđenje pacova), ainsi que de plusieurs Arenas d'or au Festival du film de Pula.

## Filmographie[1]

### Réalisateur
- 1960 : "Le Triptyque de la matière et de la mort" (Triptih o materiji i smrti) (court métrage)
- 1961 : "Le Labyrinthe" (Lavirint) (court métrage)
- 1962 : "Les Eaux vives" (Žive vode) (une partie de Kapi, vode, ratnici omnibus)
- 1963 : "L'encerclement" (Obruč) (une partie de Grad), censuré.
- 1965 : "L'Ennemi" (Neprijatelj)
- 1966 : Povratak (sh)
- 1967 : Le Réveil des rats (Buđenje pacova)
- 1967 : Quand je serai mort et livide (Kad budem mrtav i beo)
- 1969 : L'embuscade (Zaseda)
- 1970 : Blé rouge (Crveno klasje)
- 1973 : Le Vol d'un oiseau mort (Let mrtve ptice)
- 1975 : "La Chanson" (Pesma), série télévisée en 6 épisodes
- 1977 : La Chasse à l'homme (Hajka)
- 1980 : "Rendez-vous à la prochaine guerre" (Nasvidenje v naslednji vojni)
- 1983 : Zadah tela
- 1987 : "Sur la route du Katanga" (Na putu za Katangu)
- 1992 : "Le Déserteur" (Dezerter)
- 2002 : "La République des morts" (Država mrtvih)

### Scénariste
- 1960 : Triptih o materiji i smrti
- 1961 : Lavirint
- 1962 : Žive vode
- 1963 : Obruč
- 1964 : "Le Traître" (Izdajnik) réalisé par Vojislav Rakonjac Kokan (sr)
- 1965 : Neprijatelj
- 1969 : Zaseda
- 1970 : Crveno klasje
- 1971 : Une mise (Opklada) réalisé par Zdravko Randic
- 1972 : "Traces d'une fille noire" (Tragovi crne devojke) réalisé par Zdravko Randic
- 1972 : "Les Morts non enterrés" (Nesahranjeni mrtvaci) réalisé par Eduard Galić (hr)
- 1974 : "Talent de guerrier" (Ratnicki talenat) réalisé par Vladimir Andric
- 1975 : Pesma
- 1977 : Hajka
- 1977 : "Redressez-vous Delphina" (Ispravi se, Delfina) réalisé par Aleksandar Djurcinov
- 1979 : "Quand le printemps est retardé" (Kur pranvera vonophet) réalisé par Ekrem Kryeziu (sq)
- 1980 : Nasvidenje v naslednji vojni
- 1983 : Zadah tela
- 1986 "Histoires drôles et autres" (Smesne i druge price) pour un épisode sur les 13 réalisés par Vladimir Aleksic, Vladimir Momcilovic et Zarko Ristic
- 1986 : "Wild wind" (Dikly veter) réalisé par Aleksandar Petrović et Valeriu Jereghi (ro)
- 1992 : "Frontière" (Granica) réalisé par Zoran Masirevic
- 1991 : "Tatouage" (Tetoviraje) réalisé par Stole Popov
- 1992 : Dezerter
- 2002 : Država mrtvih
- 2022 : "Sur la piste de la brute" (Trag divljaci) réalisé par Nenad Pavlovic

### Acteur
- 1979 : Classe nationale (Nacionalna klasa) réalisé par Goran Marković
- 1981 : Gazi (Gazija) réalisé par Nenad Dizdarević (en)
- 1992 : Dezerter

## Prix
- 1967 : Ours d'argent du meilleur réalisateur à la Berlinale 1967 pour Le Réveil des rats.
- 1968 : Grande Arène d'or du meilleur film au Festival du film de Pula pour Quand je serai mort et livide.
- 1971 : Grande Arène d'or du meilleur film au Festival du film de Pula pour Blé rouge
- 1977 : meilleur réalisateur au Festival du film de Pula pour La Chasse à l'homme
- 1983 : Grande Arène d'or du meilleur film au Festival du film de Pula pour Body Scent

## Œuvres littéraires
Nouvelles
- Krivudava reka, 1963-1994.
- Dve večeri u jesen, 1967.
- Cigansko groblje, 1972.
- Ubijao sam bikove, 1985-1988.
- Kriške vremena, 1993.
- Blato, 1999.
- Dnevnik nepoznatog, 1965.
- Vetar u suvoj travi, 1976.
- Krugovi, 1993.
- Belina sutra, 1984.
- Flogiston, 1989.
- Azbuka, 1990.

Romans
- Lutke ; Lutke na bunjištu, 1965-1991.
- Kain i Avelj, 1969-1986.
- Zadah tela, 1982, 1985, 1987, 1988, 1990.
- Oni više ne postoje, 1985-1987.
- Zid smrti, 1985, 1986, 1987.
- Lov na tigrove , 1988.
- Raslo mi je badem drvo, 1988.
- Vašar na Svetog Aranđela, 1990.
- Trag divljači, 1991.
- Lapot, 1992.
- Biljna krv, 1995.
  - Simetrija (1996)
  - Dolap (1997)

Essais
- Film u školskim klupama, 1964.
- Đavolji film, 1969, 1996.
- O odvratnom, 1972, 1982.
- Balkanski džez, 1989.
- Davne godine, 1997.

Journaux
- Ispljuvak pun krvi, 1984 (censuré), 1990 (republié).
- Otkucaji, 1998.
- Dnevnici I-VI, 2000.